# Milano dannata
Milano dannata è un singolo del cantante italiano Chiello, pubblicato il 17 marzo 2023 come primo estratto dal secondo album in studio Mela marcia dalla Island.

## Descrizione
Il singolo parla dell'esperienza avuta in passato nel gruppo FSK Satellite, come se fosse una lettera di ringraziamento.

## Tracce
Testi di Rocco Modello, musiche di Michele Zocca.
1. Milano dannata – 3:15